# (6966) Vietoris
(6966) Vietoris est un astéroïde de la ceinture principale.

## Description
(6966) Vietoris est un astéroïde de la ceinture principale. Il fut découvert le 13 septembre 1991 à Tautenburg par Lutz Dieter Schmadel et Freimut Börngen. Il présente une orbite caractérisée par un demi-grand axe de 2,16 UA, une excentricité de 0,11 et une inclinaison de 2,9° par rapport à l'écliptique.

## Compléments
L'astéroïde a reçu ce nom en hommage au mathématicien autrichien Leopold Vietoris, spécialiste de topologie et connu pour son exceptionnelle longévité (1891–2002).